# 武耶莱马赖
武耶莱马赖（法語：Vouillé-les-Marais，法語發音：[vuje le maʁɛ]）是法国卢瓦尔河地区大区旺代省的一个市镇，属于丰特奈勒孔特区。

## 地理
武耶莱马赖（46°23'15"N, 0°57'49"W）面积9.14 平方千米，位于法国卢瓦尔河地区大区旺代省，该省份为法国西部沿海省份，北起大西洋卢瓦尔省和曼恩-卢瓦尔省，西临大西洋，南至滨海夏朗德省，东部及东南部与德塞夫勒省接壤。
与武耶莱马赖接壤的市镇（或旧市镇、城区）包括：勒朗贡、马朗、沙耶莱马赖、拉塔耶、旺代河畔莱韦吕尔。

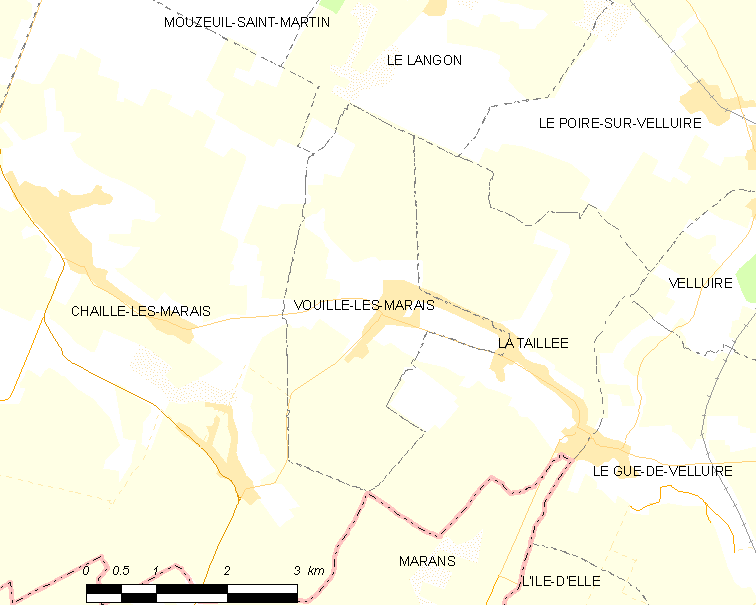
武耶莱马赖的OSM定位图

武耶莱马赖的时区为UTC+01:00、UTC+02:00（夏令时）。

## 行政
武耶莱马赖的邮政编码为85450，INSEE市镇编码为85304。

## 政治
武耶莱马赖所属的省级选区为吕松县。

## 人口

1962-2008年间武耶莱马赖人口变化图示

武耶莱马赖于2022年1月1日时的人口数量为782人。